# Slobodan Slovinić
Slobodan Slovinić (Budva, 1943.), crnogorski akademski slikar.

## Životopis
Rodio se u Budvi, u kojoj je proveo rano djetinjstvo te u Kotoru.  Na Cetinju i u Podgorici pohađao je srednje škole. Diplomirao je na odsjeku unutarnje arhitekture 1966. godine u Beogradu na Akademiji za primijenjene umjetnosti, u klasi profesora Đorđa Krekića. Studijski je putovao u Grčku, Njemačku, Francusku, Italiju, Irak, SSSR, Španjolsku. Prvi je put izlagao 1961. i to je bila skupna izložba, a prvi je put samostalno izlagao 1965. i to je bilo u Modernoj galeriji u Podgorici. Ukupno je izlagao preko 50 puta na samostalnim i više od puta na 350 skupiim izložbama u zemlji i inozemstvu.